# Steile Wand

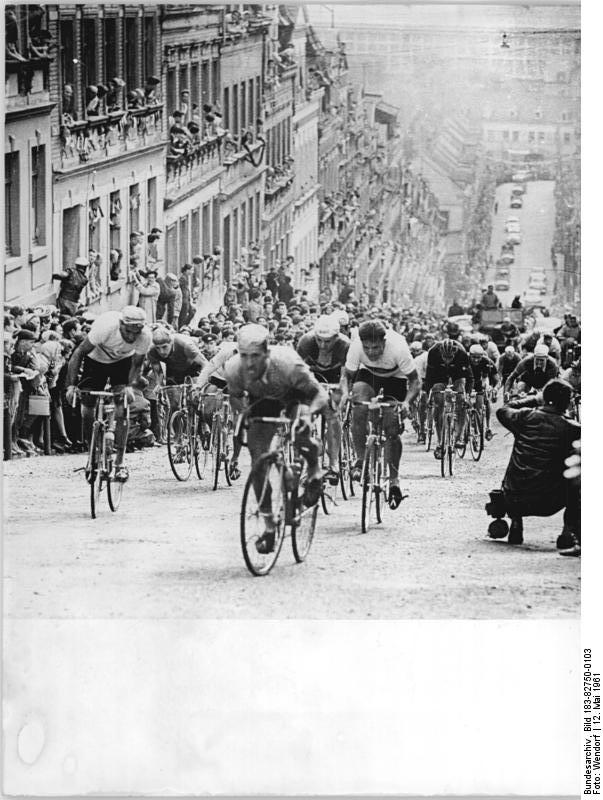
Kolarze na Steile Wand podczas dziewiątego etapu Wyścigu Pokoju 1961

Steile Wand – ulica w niemieckim mieście Meerane w Saksonii, będąca wyzwaniem dla kolarzy szosowych.  

## Historia
Ulica kojarzona głównie z międzynarodowym Wyścigiem Pokoju, początkowo nazywała się Bergstraße. W 1960 roku trasę o nachyleniu 12% i długości 248 metrów, przemianowano na „An der Steile Wand”. Po raz pierwszy znalazła się na trasie wyścigu kolarskiego w 1951 roku. Siódmy etap Wyścigu Dookoła NRD z Erfurtu do Chemnitz (w latach 1953–1990 Karl-Marx-Stadt), przebiegał przez Steile Wand. Niemiec Bernhard Trefflich był pierwszym kolarzem, który pokonał ją w wyścigu.
W 1952 roku ulica została po raz pierwszy przejechana na ósmym etapie Wyścigu Pokoju z Lipska do Chemnitz. W jej najwyższym miejscu znajdował się punkt premii górskiej, który wygrał Belg Raymond Van Hoven. Od tego czasu osiągnęła ona status kultowej w kolarskich wyścigach. We wczesnych latach jej użytkowania, częściowo ze względu na stan techniczny ówczesnych rowerów szosowych i nierówną brukowaną nawierzchnię, wielu kolarzy musiało zsiadać z rowerów, gdyż nachylenie ulicy powodowało, że mogli ją pokonać tylko pieszo.
W sumie w ciągu ostatnich 15 lat istnienia Wyścigu Pokoju, na Steile Wand znajdowały się punkty premii górskich. Ulica ta ponownie znalazła się w centrum uwagi podczas ostatniego Wyścigu Pokoju w 2006 roku. Trzeba ją było pokonać trzy razy, a jednocześnie była metą etapu, który wygrał Belg Erwin Thijs.
W 2016 roku na tej ulicy odbył się również 29 Thüringen Ladies Tour. Meta Sachsen-Tour znajdowała się na szczycie ulicy w 2006 roku. W 2004 roku podjazd ten znalazł się na siódmym etapie wyścigu Deutschland Tour.
Później na Steile Wand odbywały się zawody dla sportowców amatorów, juniorów i wyścigi gwiazd (organizowane przez stację telewizyjną MDR Fernsehen). W 2011 roku powstał niemiecki klub kolarski „Radclub Steile Wand”, który na początku ulicy umieścił tablicę pamiątkową.

## Zwycięzcy premii górskiej Wyścigu Pokoju na Steile Wand
- 1952 Raymond Van Hoven
- 1953 Miroslav Málek
- 1954 Fernand Picot
- 1956 Aurelio Cestari
- 1958 Erich Hagen
- 1959 Mario Bampi
- 1960 Ken Laidlow
- 1961 Manfred Weißleder
- 1963 Manfred Weißleder
- 1969 Arthur Van De Vijver
- 1980 Hans von Niederhäusern
- 1997 Bert Dietz
- 2001 Ralf Grabsch
- 2004 Dennis Kraft
- 2006 Erwin Thijs